# Margaret Van Pelt Vilas
Margaret Van Pelt Vilas (1905–1995) fue una arquitecta estadounidense activa en Nueva York y New Haven entre los años treinta y sesenta. En 1958 abrió su propia base de prácticas en New Haven, encargándose de las relaciones arquitecturales panamericanas a través de la Asociación Americana de Arquitectos (AIA). Falleció en 1995, a los noventa años.

## Educación
Margaret Van Pelt nació en Ithaca, Nueva York, el 26 de enero de 1905, hija de John Vredenburgh Van Pelt y Betsey Southworth.
Ingresó al Colegio Vassar, graduándose en 1925 y obteniendo un Diploma en Arquitectura de la Universidad de Columbia en 1928 y un máster en Arquitectura del Instituto Tecnológico de Massachusetts en 1930.

## Carrera
Van Pelt empezó su carrera al lado de su padre, un prominente arquitecto y docente, en la ciudad de Nueva York de 1926 a 1930. En 1930 viajó a Europa por un año, donde quedó impresionada con el uso del cristal y el metal, particularmente en Alemania. En 1933 empezó a trabajar como dibujante en la firma Mayers, Murray & Phillip en Nueva York; para luego trabajar con la firma Aymar Embury II en 1936. De 1936 a 1942 se desempeñó como dibujante del Departamento de Obras Públicas en el Departamento de Parques y Hospitales.
Durante la Segunda Guerra Mundial, de 1942 a 1945, completó un curso de herramientas de diseño en la Universidad de Yale y trabajó como diseñadora en una compañía en New Haven. La compañía era reconocida en la segunda guerra por producir partes para aviones de guerra.
Laboró en la oficina de Douglass Orr en 1946, permaneciendo en dicho puesto hasta 1958, cuando fundó su propia firma en New Haven, Connecticut. En 1962 se convirtió en arquitecta registrada en Connecticut, Nueva York y Rhode Island, llevando a cabo proyectos comerciales y residenciales en todo el país.
Durante los años sesenta realizó algunos aportes a la AIA, sirviendo como delegada en el Décimo Congreso de la Federación Panamericana de Arquitectos en Buenos Aires, Argentina. En 1961 y 1962 fue parte de la delegación de la AIA en congresos realizados en Lima, Perú y Sao Paulo, Brasil. Hizo parte del congreso hasta 1965.

## Obras construidas
- Memorial de Andrew Hasewell Green, Central Park, Nueva York[5][9]
- Instituto Seaman, Nueva York (1959)[2]
- Residencia de Ely Grlswold, Old Lyme, Connecticut (1961)[2]
- Residencia de John V. Van Pelt, Birmingham, Alabama (1961)[2]

## Publicaciones
- Ilustraciones en "From Here to There... With Nothing But the Wind," por Charles H. Vila, ie Cruising World. Vol. 1, No. 6 (1975): 42-46.
- Ilustraciones en "Triple Roller Headsails," por Charles H. Vila, en The Best Of Sail Trim